# Communauté de communes du Pays de Mortagne
Die Communauté de communes du Pays de Mortagne ist ein französischer Gemeindeverband mit der Rechtsform einer Communauté de communes im Département Vendée in der Region Pays de la Loire. Sie wurde am 23. Dezember 1996 gegründet und umfasst aktuell elf Gemeinden. Der Verwaltungssitz befindet sich in der Gemeinde Chanverrie (bis 2018 in dessen Ortsteil La Verrie).

## Historische Entwicklung
Mit Wirkung vom 1. Januar 2019 gingen die ehemaligen Gemeinden La Verrie und Chambretaud in die Commune nouvelle Chanverrie auf. Dadurch verringerte sich die Anzahl der Mitgliedsgemeinden auf elf.

## Mitgliedsgemeinden
| Gemeinde                                   | Einwohner 1. Januar 2022 | Fläche km² | Dichte Einw./km² | Code INSEE | Postleitzahl |
| ------------------------------------------ | ------------------------ | ---------- | ---------------- | ---------- | ------------ |
| Chanverrie                                 | 5.580                    | 59,21      | 94               | 85302      | 85130, 85500 |
| La Gaubretière                             | 3.223                    | 30,33      | 106              | 85097      | 85130        |
| Les Landes-Genusson                        | 2.572                    | 31,33      | 82               | 85119      | 85130        |
| Mallièvre                                  | 240                      | 0,20       | 1.200            | 85134      | 85590        |
| Mortagne-sur-Sèvre                         | 6.065                    | 21,94      | 276              | 85151      | 85290        |
| Saint-Aubin-des-Ormeaux                    | 1.382                    | 12,63      | 109              | 85198      | 85130        |
| Saint-Laurent-sur-Sèvre                    | 3.613                    | 15,79      | 229              | 85238      | 85290        |
| Saint-Malô-du-Bois                         | 1.619                    | 14,28      | 113              | 85240      | 85590        |
| Saint-Martin-des-Tilleuls                  | 1.144                    | 14,03      | 82               | 85247      | 85130        |
| Tiffauges                                  | 1.556                    | 9,92       | 157              | 85293      | 85130        |
| Treize-Vents                               | 1.240                    | 19,12      | 65               | 85296      | 85590        |
| Communauté de communes du Pays de Mortagne | 28.234                   | 228,78     | 123              | –          | –            |